# Saburo Sakai
Saburo Sakai (japonsko 坂井三郎, hepburnovo prečrkovanje Sakai Saburō), japonski vojaški pilot, letalski as, * 25. avgust 1916, † 22. september 2000.
Sakai je v svoji karieri (med drugo svetovno vojno) dosegel 64 zračnih zmag in je takoj za Nishizawo najuspešnejši japonski letalski as ter najboljši, ki je vojno tudi preživel.

## Življenjepis
Saburo Sakai se je rodil v kmečki družini s samurajsko tradicijo. Rodil se je kot tretji od štirih sinov. Imel pa je še tri sestre. Očeta je izgubil pri enajstih letih, zato je kmalu začel razmišljati o vojaški karieri. 31. maja 1933 je s šestnajstimi leti vstopil v Japonsko cesarsko mornarico. Po začetnem usposabljanju je bil razporejen kot topničar na bojno ladjo Kirishima. Tam je ostal do leta 1936, ko se je prijavil v šolo za vojne pilote, kamor je bil tudi sprejet. Usposabljanje za pilota je končal leta 1937. Ob izbruhu sovražnosti je bil leta 1938 poslan na Kitajsko, kjer je potekala druga kitajsko-japonska vojna. V bojih je bil v svojem letalu Mitsubishi A5M Claude ranjen. Po okrevanju se je vrnil v vojaško službo z novim letalom Mitsubishi A6M Zero, s katerim je dosegel vse svoje nadaljnje uspehe.

### Druga svetovna vojna
Po napadu na Pearl Harbour je Sakai sodeloval v bojih nad Filipini, kjer je 8. decembra 1941 sestrelil svoje prvo letalo ZDA, ameriškega lovca Curtiss P-40 Warhawk. Dva dni kasneje je sestrelil prvi ameriški bombnik, Boeing B-17 Flying Fortress, ki je bil hkrati prvo tovrstno letalo, sestreljeno v drugi svetovni vojni.
Na začetku 1942 je bil premeščen na Borneo, kjer je sodeloval v bojih proti američanom in dosegel 13 zračnih zmag, nato pa resno zbolel, kar ga je prisililo, da je odšel nazaj na Japonsko, kjer je počasi okreval. Na bojišče se je vrnil po treh mesecih in bil poslan v Lae na Novo Gvinejo, kjer je bil razporejen v enoto, ki ji je poveljeval slavni Junichi Sasai. Tu je v naslednjih štirih mesecih dosegel večino svojih zračnih zmag v bojih z ameriškimi in avstralskimi letali. Tam je ostal do 3. avgusta, ko je bil ponovno premeščen, tokrat v Rabaul. Njegova skupina je bila tja poslana, da bi pomagala v bojih nad Guadalcanalom, ki je bil takrat tarča najhujših spopadov.
8. avgusta je Sakai naletel na skupino letal, za katero je mislil, da so lovci Grumman F4F Wildcat. Po uveljavljeni napadalni taktiki, je napadel zadnje letalo v formaciji, od zadaj, s spodnje strani. Letala pa so bila v resnici torpedni bombniki Grumman TBF avenger ki so imela na spodnjem zadnjem delu letala nameščeno kupolo s strelcem. Ta je vrnil ogenj in zadel Sakaijevega Zera in ga resno poškodoval. Pri tem je dobil Sakai nekaj telesnih ran in eno rano na glavi. Kljub resnim poškodbam in izgubi levega očesa se mu je uspelo vrniti v bazo in je bil od tam poslan domov na Japonsko, kjer je prestal zahtevno operacijo brez uporabe anestetikov . V bolnišnici je ostal pet mesecev, nato pa postal inštruktor lovskih pilotov.
Leta 1944, ko je bilo že jasno, da bo Japonska izgubila vojno, je bil aprila ponovno vpoklican, tokrat v nekdaj elitni Yokosuka Kokutai, ki je imelo bazo na Iwo Jimi. 5. julija se je javil za poveljnika napada pilotov kamikaz na ameriško ladjevje, vendar njegovi enoti ni uspelo najti sovražnika. Kljub ukazu, da se piloti ne smejo vrniti, je Sakai popeljal svoje pilote nazaj na letališče in jim ni dovolil strmoglavljenja v morje.
Istega leta je napredoval prvič po 11 letih službovanja in postal poročnik, kar je eden od izjemno redkih primerov napredovanja podčastnika v oficirja v izredno rigoroznem sistemu kast v japonski vojski, kjer vojaki nižjega stanu niso imeli nikakršnih možnosti napredovanja - Sakaijev primer je resnično velika izjema. S tem činom je dočakal tudi konec vojne.

### Povojna leta
Po vojni je Sakai odprl svojo tiskarno in postal goreč budist. Napisal je knjigo vojnih spominov, z naslovom Samurai!, ki opisuje njegovo življenje. Postal je oster kritik vojne in se je do smrti, ki ga je doletela leta 2000 ob obisku ameriške vojaške baze Naval Air Facility Atsugi na Honšuju, zavzemal za mir.